# Championnats de Lituanie de cyclisme sur route
Les championnats de Lituanie de cyclisme sur route ont été créés après la séparation des pays baltes de l'Union soviétique.

## Historique
En 2021, pour la première fois, une compétition en ligne réunit l’ensemble des pays baltes. Le premier concurrent à franchir la ligne de chaque nationalité est sacré champion national de la course en ligne. 

## Hommes

### Podiums de la course en ligne
| Année | Vainqueur            | Deuxième             | Troisième             |
| ----- | -------------------- | -------------------- | --------------------- |
| 1997  | Darius Strole        | Raimondas Vilčinskas | Linas Balčiūnas       |
| 1998  | Arnoldas Saprykinas  | Raimondas Rumšas     | Darius Strole         |
| 1999  | Saulius Ruškys       | Arnoldas Saprykinas  | Saulius Sarkauskas    |
| 2000  | Vladimir Smirnov     | Remigius Lupeikis    | Saulius Ruškys        |
| 2001  | Raimondas Rumšas     | Saulius Ruškys       | Vladimir Smirnov      |
| 2002  | Remigius Lupeikis    | Mindaugas Goncaras   | Saulius Ruškys        |
| 2003  | Vytautas Kaupas      | Tomas Vaitkus        | Aivaras Baranauskas   |
| 2004  | Tomas Vaitkus        | Raimondas Vilčinskas | Aivaras Baranauskas   |
| 2005  | Aivaras Baranauskas  | Raimondas Rumšas     | Vytautas Kaupas       |
| 2006  | Dainius Kairelis     | Ignatas Konovalovas  | Mindaugas Goncaras    |
| 2007  | Ramūnas Navardauskas | Ignatas Konovalovas  | Dainius Kairelis      |
| 2008  | Tomas Vaitkus        | Andris Buividas      | Marius Kukta          |
| 2009  | Egidijus Juodvalkis  | Gediminas Bagdonas   | Vismantas Mockevičius |
| 2010  | Vytautas Kaupas      | Ramūnas Navardauskas | Aidis Kruopis         |
| 2011  | Ramūnas Navardauskas | Gediminas Bagdonas   | Aidis Kruopis         |
| 2012  | Gediminas Bagdonas   | Ramūnas Navardauskas | Aidis Kruopis         |
| 2013  | Tomas Vaitkus        | Ignatas Konovalovas  | Evaldas Šiškevičius   |
| 2014  | Paulius Šiškevičius  | Darijus Džervus      | Ignatas Konovalovas   |
| 2015  | Aidis Kruopis        | Ramūnas Navardauskas | Egidijus Juodvalkis   |
| 2016  | Ramūnas Navardauskas | Tomas Vaitkus        | Paulius Šiškevičius   |
| 2017  | Ignatas Konovalovas  | Gediminas Bagdonas   | Darijus Džervus       |
| 2018  | Gediminas Bagdonas   | Ramūnas Navardauskas | Evaldas Šiškevičius   |
| 2019  | Ramūnas Navardauskas | Rojus Adomaitis      | Venantas Lašinis      |
| 2020  | Gediminas Bagdonas   | Venantas Lašinis     | Justas Beniusis       |
| 2021  | Ignatas Konovalovas  | Aivaras Mikutis      | Evaldas Šiškevičius   |
| 2022  | Venantas Lašinis     | Aivaras Mikutis      | Ignatas Konovalovas   |
| 2023  | Rokas Adomaitis      | Venantas Lašinis     | Ignatas Konovalovas   |
| 2024  | Venantas Lašinis     | Aivaras Mikutis      | Rokas Kmieliauskas    |
| 2025  | Aivaras Mikutis      | Eimantas Gudiskis    | Nikolas Klimavicius   |

Multi-titrés
- 4 : Ramūnas Navardauskas

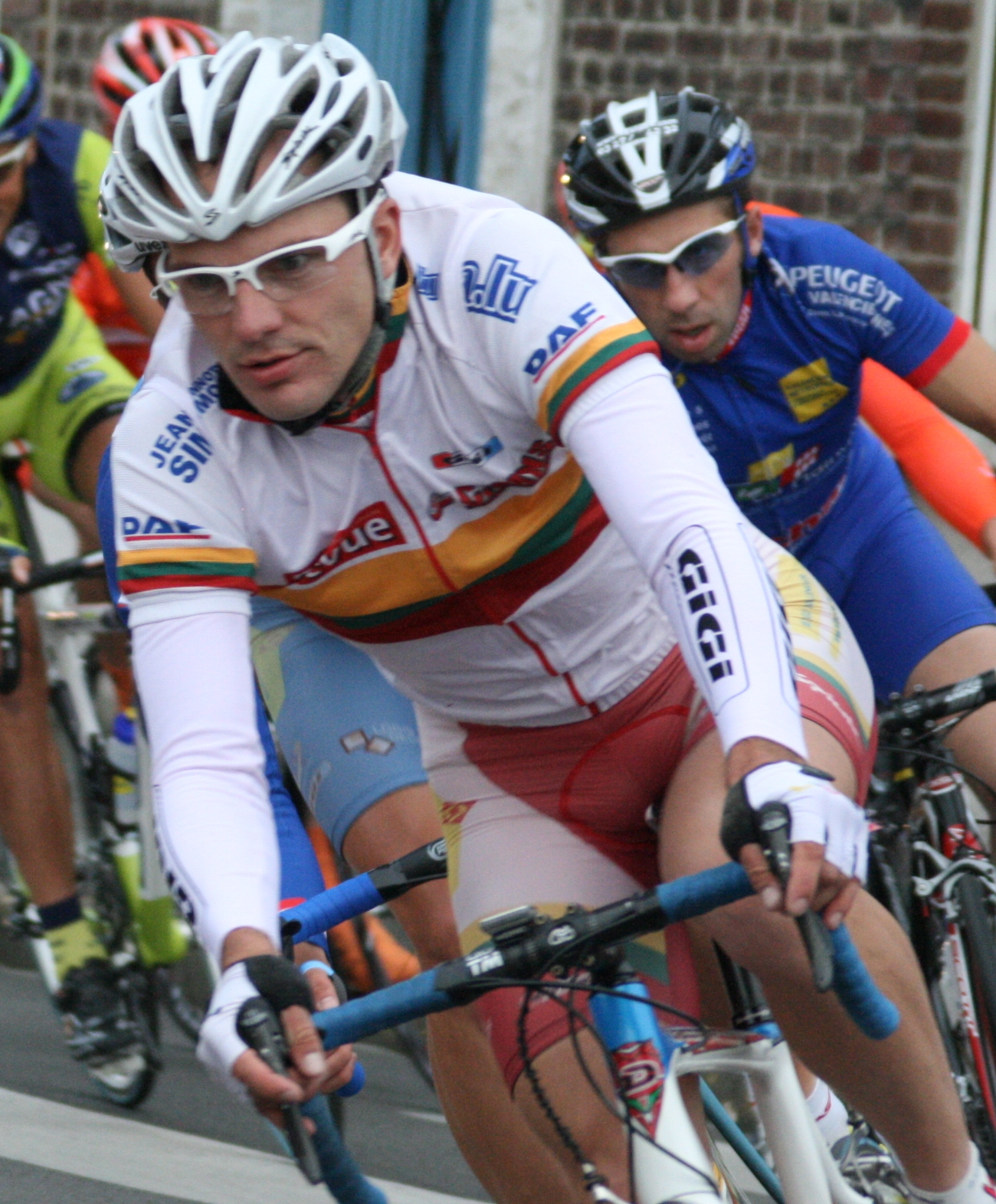
Vytautas Kaupas, vêtu du maillot de champion de Lituanie, en 2010

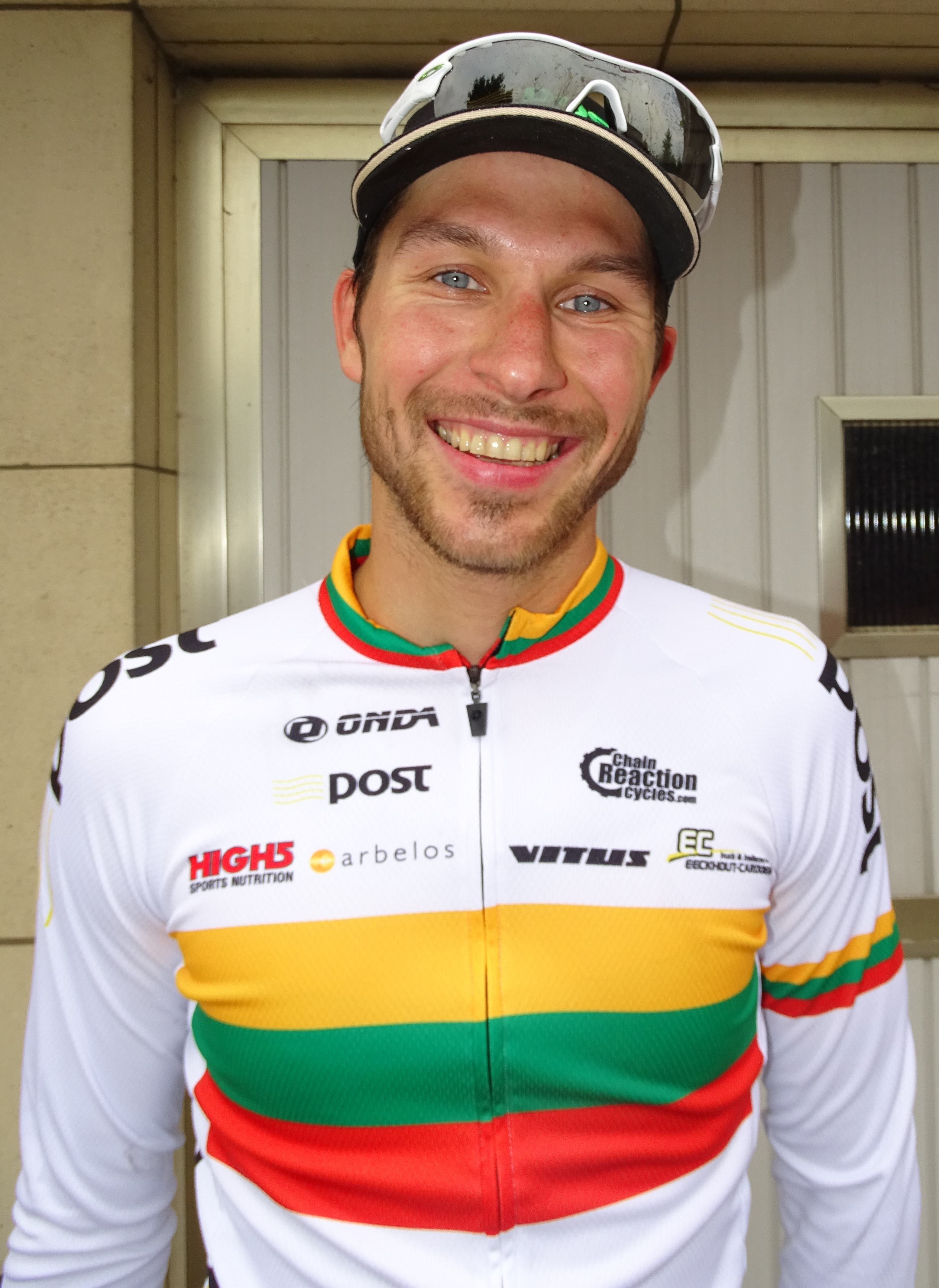
Aidis Kruopis, champion national, peu avant la remise des prix de la Flèche du port d'Anvers 2015.

- 3 : Tomas Vaitkus, Gediminas Bagdonas
- 2 : Vytautas Kaupas, Ignatas Konovalovas, Venantas Lašinis

### Podiums du contre-la-montre
| Année | Vainqueur            | Deuxième             | Troisième            |
| ----- | -------------------- | -------------------- | -------------------- |
| 1997  | Raimondas Vilčinskas | Remigius Lupeikis    | Arturas Trumpauskas  |
| 1998  | Raimondas Vilčinskas | Remigius Lupeikis    | Raimondas Rumšas     |
| 1999  | Raimondas Rumšas     | Artūras Kasputis     | Raimondas Vilčinskas |
| 2000  | Remigius Lupeikis    | Darius Strole        | Linas Balčiūnas      |
| 2001  | Remigius Lupeikis    | Linas Balčiūnas      | Raimondas Rumšas     |
| 2002  | Raimondas Vilčinskas | Remigius Lupeikis    | Mindaugas Goncaras   |
| 2003  | Tomas Vaitkus        | Raimondas Vilčinskas | Dainius Kairelis     |
| 2004  | Tomas Vaitkus        | Vytautas Kaupas      | Gediminas Bagdonas   |
| 2005  | Raimondas Rumšas     | Tomas Vaitkus        | Ignatas Konovalovas  |
| 2006  | Ignatas Konovalovas  | Gediminas Bagdonas   | Simas Kondrotas      |
| 2007  | Gediminas Bagdonas   | Ignatas Konovalovas  | Evaldas Šiškevičius  |
| 2008  | Ignatas Konovalovas  | Tomas Vaitkus        | Evaldas Šiškevičius  |
| 2009  | Ignatas Konovalovas  | Evaldas Šiškevičius  | Ramūnas Navardauskas |
| 2010  | Ignatas Konovalovas  | Evaldas Šiškevičius  | Ramūnas Navardauskas |
| 2011  | Gediminas Bagdonas   | Ramūnas Navardauskas | Evaldas Šiškevičius  |
| 2012  | Ramūnas Navardauskas | Ignatas Konovalovas  | Gediminas Bagdonas   |
| 2013  | Ignatas Konovalovas  | Gediminas Bagdonas   | Ramūnas Navardauskas |
| 2014  | Ramūnas Navardauskas | Ignatas Konovalovas  | Gediminas Bagdonas   |
| 2015  | Ramūnas Navardauskas | Gediminas Bagdonas   | Ignatas Konovalovas  |
| 2016  | Ignatas Konovalovas  | Paulius Šiškevičius  | Raimondas Rumšas     |
| 2017  | Ignatas Konovalovas  | Gediminas Bagdonas   | Raimondas Rumšas     |
| 2018  | Gediminas Bagdonas   | Ramūnas Navardauskas | Evaldas Šiškevičius  |
| 2019  | Gediminas Bagdonas   | Evaldas Šiškevičius  | Ramūnas Navardauskas |
| 2020  | Evaldas Šiškevičius  | Gediminas Bagdonas   | Venantas Lašinis     |
| 2021  | Evaldas Šiškevičius  | Aivaras Mikutis      | Venantas Lašinis     |
| 2022  | Aivaras Mikutis      | Evaldas Šiškevičius  | Venantas Lašinis     |
| 2023  | Aivaras Mikutis      | Venantas Lašinis     | Rokas Kmieliauskas   |
| 2024  | Venantas Lašinis     | Aivaras Mikutis      | Rokas Kmieliauskas   |
| 2025  | Aivaras Mikutis      | Rokas Kmieliauskas   | Lukas Talačka        |

Multi-titrés
- 6 : Ignatas Konovalovas
- 4 : Gediminas Bagdonas

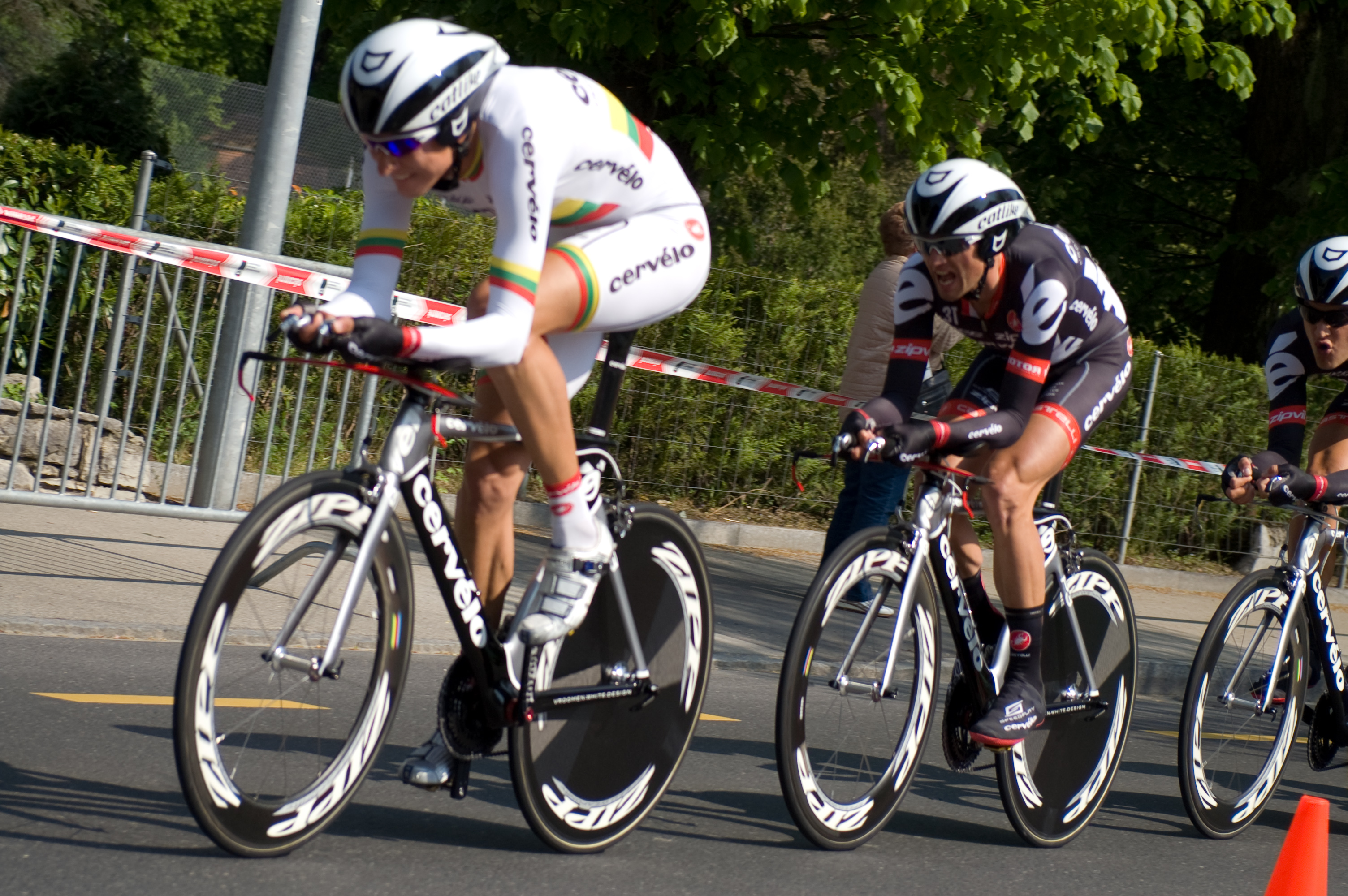
Ignatas Konovalovas lors du Tour de Romandie 2009

- 3 : Aivaras Mikutis, Raimondas Vilčinskas, Ramūnas Navardauskas
- 2 : Remigius Lupeikis, Tomas Vaitkus, Evaldas Šiškevičius

### Podiums du critérium
| Année | Vainqueur        | Deuxième          | Troisième          |
| ----- | ---------------- | ----------------- | ------------------ |
| 2022  | Venantas Lašinis | Eimantas Gudiškis | Aristidas Kelmelis |

## Femmes

### Podiums de la course en ligne
| Année | Vainqueur              | Deuxième              | Troisième              |
| ----- | ---------------------- | --------------------- | ---------------------- |
| 1995  | Rasa Polikevičiūtė     | Jolanta Polikevičiūtė | Edita Pučinskaitė      |
| 1996  | Diana Žiliūtė          | Rasa Mažeikytė        | Jolanta Polikevičiūtė  |
| 1998  | Diana Žiliūtė          | Edita Pučinskaitė     | Jolanta Polikevičiūtė  |
| 1999  | Diana Žiliūtė          | Edita Kubelskienė     | Liuda Triabaitė        |
| 2002  | Zita Urbonaitė         | Edita Kubelskienė     | Erika Vilūnaitė        |
| 2003  | Edita Pučinskaitė      | Diana Žiliūtė         | Diana Elmentaitė       |
| 2004  | Diana Žiliūtė          | Daiva Tušlaitė        | Edita Pučinskaitė      |
| 2005  | Inga Čilvinaitė        | Indrė Janulevičiūtė   | Agne Bagdonaviciutė    |
| 2006  | Diana Žiliūtė          | Edita Pučinskaitė     | Modesta Vžesniauskaitė |
| 2007  | Rasa Leleivytė         | Diana Žiliūtė         | Edita Pučinskaitė      |
| 2008  | Modesta Vžesniauskaitė | Inga Čilvinaitė       | Gintarė Gaivenytė      |
| 2009  | Rasa Leleivytė         | Diana Žiliūtė         | Edita Janeliūnaitė     |
| 2010  | Aušrinė Trebaitė       | Urtė Juodvalkytė      | Rasa Leleivytė         |
| 2011  | Rasa Leleivytė         | Inga Čilvinaitė       | Aušrinė Trebaitė       |
| 2012  | Inga Čilvinaitė        | Svetlana Pauliukaitė  | Kataržina Sosna        |
| 2013  | Agnė Šilinytė          | Karolina Pernavienė   | Edita Janeliūnaitė     |
| 2014  | Aušrinė Trebaitė       | Daiva Tušlaitė        | Kataržina Sosna        |
| 2015  | Daiva Tušlaitė         | Gabriele Jankute      | Ema Manikaitė          |
| 2016  | Daiva Tušlaitė         | Gabriele Jankute      | Silvija Latožaitė      |
| 2017  | Daiva Tušlaitė         | Rasa Leleivytė        | Monika Rastauskaitė    |
| 2018  | Rasa Leleivytė         | Olivia Baleysite      | Daiva Ragažinskienė    |
| 2019  | Silvija Latožaitė      | Kataržina Sosna       | Inga Čilvinaitė        |
| 2020  |                        |                       |                        |
| 2021  | Inga Čilvinaitė        | Akvilė Gedraitytė     | Olivija Baleišytė      |
| 2022  | Rasa Leleivytė         | Olivija Baleišytė     | Inga Čilvinaitė        |
| 2023  | Olivija Baleišytė      | Akvilė Gedraitytė     | Rasa Leleivytė         |
| 2024  | Olivija Baleišytė      | Akvilė Gedraitytė     | Viltė Kriaučiūnaitė    |
| 2025  | Daiva Ragažinskienė    | Skaistė Mikašauskaitė | Akvilė Gedraitytė      |

Multi-titrées
- 5 : Rasa Leleivytė, Diana Žiliūtė
- 4 : Inga Čilvinaitė
- 3 : Daiva Tušlaitė
- 2 : Aušrinė Trebaitė

### Podiums du contre-la-montre
| Année | Vainqueur             | Deuxième              | Troisième             |
| ----- | --------------------- | --------------------- | --------------------- |
| 1995  | Rasa Polikevičiūtė    | Diana Žiliūtė         | Liuda Triabaitė       |
| 1998  | Edita Pučinskaitė     | Diana Žiliūtė         | Jolanta Polikevičiūtė |
| 1999  | Edita Pučinskaitė     | Rasa Mažeikytė        | Rasa Polikevičiūtė    |
| 2002  | Edita Pučinskaitė     | Diana Elmentaitė      | Indrė Janulevičiūtė   |
| 2003  | Diana Žiliūtė         | Edita Pučinskaitė     | Diana Elmentaitė      |
| 2004  | Diana Žiliūtė         | Ramūnė Lipinskaitė    | Aušrinė Trebaitė      |
| 2005  | Svetlana Pauliukaitė  | Inga Čilvinaitė       | Daiva Tušlaitė        |
| 2006  | Edita Pučinskaitė     | Daiva Tušlaitė        | Diana Elmentaitė      |
| 2007  | Edita Pučinskaitė     | Daiva Tušlaitė        | Aušrinė Trebaitė      |
| 2008  | Daiva Tušlaitė        | Diana Žiliūtė         | Aušrinė Trebaitė      |
| 2009  | Diana Žiliūtė         | Vilija Sereikaitė     | Aušrinė Trebaitė      |
| 2010  | Kataržina Sosna       | Vilija Sereikaitė     | Aleksandra Sošenko    |
| 2011  | Aušrinė Trebaitė      | Kataržina Sosna       | Aleksandra Sošenko    |
| 2012  | Vilija Sereikaitė     | Kataržina Sosna       | Aušrinė Trebaitė      |
| 2013  | Inga Čilvinaitė       | Kataržina Sosna       | Roberta Pilkauskaitė  |
| 2014  | Aušrinė Trebaitė      | Daiva Tušlaitė        | Kataržina Sosna       |
| 2015  | Aušrinė Trebaitė      | Silvija Latožaitė     | Daiva Tušlaitė        |
| 2016  | Aušrinė Trebaitė      | Daiva Tušlaitė        | Silvija Latožaitė     |
| 2017  | Ernesta Strainytė     | Justina Jovaisytė     | Ieva Venckutė         |
| 2018  | Daiva Ragažinskienė   | Olivija Baleišytė     | Silvija Latožaitė     |
| 2019  | Kataržina Sosna       | Silvija Latožaitė     | Akvilė Gedraitytė     |
| 2020  |                       |                       |                       |
| 2021  | Inga Čilvinaitė       | Viktorija Senkutė     | Olivija Baleišytė     |
| 2022  | Inga Čilvinaitė       | Akvilė Gedraitytė     | Inga Paplauske        |
| 2023  | Olivija Baleišytė     | Akvilė Gedraitytė     | Inga Paplauske        |
| 2024  | Olivija Baleišytė     | Skaistė Mikašauskaitė | Eglė Dubauskaitė      |
| 2025  | Skaistė Mikašauskaitė |                       |                       |

Multi-titrées
- 5 : Edita Pučinskaitė
- 4 : Aušrinė Trebaitė
- 3 : Inga Čilvinaitė, Kataržina Sosna, Diana Žiliūtė

## Espoirs Hommes

### Podiums de la course en ligne
| Année | Vainqueur               | Deuxième                | Troisième            |
| ----- | ----------------------- | ----------------------- | -------------------- |
| 2012  | Paulius Šiškevičius     | Tomas Norvaišas         | Vladislav Popov      |
| 2013  | Paulius Šiškevičius     | Andrius Pečiulis        | Žydrūnas Savickas    |
| 2014  | Paulius Šiškevičius     | Mykolas Račiūnas        | Andrius Pečiulis     |
| 2015  | Paulius Šiškevičius     | Airidas Videika         | Arunas Lendel        |
| 2016  | Linas Rumšas            | Raimondas Rumšas        | Justas Beniušis      |
| 2017  | Venantas Lašinis        | Raimondas Rumšas        |                      |
| 2018  | Rojus Adomaitis         | Justas Beniušis         | Venantas Lašinis     |
| 2019  | Rojus Adomaitis         | Venantas Lašinis        | Justas Beniušis      |
| 2021  | Aivaras Mikutis         | Žygimantas Matuzevičius | Mantas Januškevičius |
| 2022  | Aivaras Mikutis         | Žygimantas Matuzevičius | Rokas Kmieliauskas   |
| 2023  | Jomantas Venckus        | Olegas Ivanovas         | Gustas Raugala       |
| 2024  | Žygimantas Matuzevičius | Aivaras Mikutis         | Jomantas Venckus     |
| 2025  | Nikolas Klimavičius     | Aironas Gerdauskas      | Dovydas Bružas       |

Multi-titrés
- 4 : Paulius Šiškevičius
- 2 : Rojus Adomaitis, Aivaras Mikutis

### Podiums du contre-la-montre
| Année | Vainqueur           | Deuxième                | Troisième           |
| ----- | ------------------- | ----------------------- | ------------------- |
| 2015  | Paulius Šiškevičius | Raimondas Rumšas        | Jonas Maiselis      |
| 2016  | Raimondas Rumšas    | Justas Beniušis         | Venantas Lašinis    |
| 2017  | Venantas Lašinis    | Arvydas Birenis         | Justas Beniušis     |
| 2018  | Justas Beniušis     | Venantas Lašinis        | Kęstutis Vaitaitis  |
| 2019  | Justas Beniušis     | Venantas Lašinis        | Rojus Adomaitis     |
| 2020  | Rokas Kmieliauskas  | Mantas Januškevičius    | Denas Masiulis      |
| 2021  | Rokas Kmieliauskas  | Denas Masiulis          | Aristidas Kelmelis  |
| 2022  | Rokas Kmieliauskas  | Žygimantas Matuzevicius | Aristidas Kelmelis  |
| 2023  | Rokas Adomaitis     | Jomantas Venckus        | Martynas Tomkus     |
| 2024  | Jomantas Venckus    | Aironas Gerdauskas      | Olegas Ivanovas     |
| 2025  | Aironas Gerdauskas  | Dovydas Bružas          | Titas Laurinavičius |

Multi-titrés
- 3 : Rokas Kmieliauskas
- 2 : Justas Beniušis

## Juniors Hommes

### Podiums de la course en ligne
| Année | Vainqueur               | Deuxième             | Troisième            |
| ----- | ----------------------- | -------------------- | -------------------- |
| 2010  | Paulius Šiškevičius     | Arnoldas Valiauga    | Andrius Pečiulis     |
| 2011  | Paulius Šiškevičius     | Šarūnas Kuncevičius  | Dominykas Bikinas    |
| 2012  | Raimondas Rumšas        | Evaldas Maculevičius | Mantas Petrusevičius |
| 2013  | Tomas Gembeckas         | Justinas Zavackis    | Mykolas Račiūnas     |
| 2014  | Martynas Stasikelis     | Gintaras Svetikas    | Gerardas Seniunas    |
| 2015  | Rojus Adomaitis         | Venantas Lašinis     | Arvydas Birenis      |
| 2016  | Arvydas Birenis         | Mantas Januškevičius | Denas Masiulis       |
| 2017  | Romas Zubrickas         | Kestutis Vaitaitis   | Paulius Valiukas     |
| 2018  | Žygimantas Norutis      | Laurynas Kuras       | Rokas Kmieliauskas   |
| 2019  | Eitvilas Aželis         | Žygimantas Norutis   | Tautvydas Vileniškis |
| 2020  | Žygimantas Matuzevicius | Jomantas Venckus     | Edgaras Žekas        |
| 2021  | Gediminas Kubelskas     | Rokas Adomaitis      | Jomantas Venckus     |
| 2022  | Rokas Adomaitis         | Aironas Gerdauskas   | Kristupas Mikutis    |
| 2023  | Kristupas Mikutis       | Lukas Sakavičius     | Titas Laurinavičius  |
| 2024  | Nikolas Klimavičius     | Titas Laurinavičius  | Arnas Bilertas       |
| 2025  | Arnas Bilertas          | Ignas Kertenis       | Žygimantas Ežerskis  |

Multi-titrés
- 2 : Paulius Šiškevičius

### Podiums du contre-la-montre
| Année | Vainqueur            | Deuxième            | Troisième            |
| ----- | -------------------- | ------------------- | -------------------- |
| 2010  | Paulius Šiškevičius  | Iustas Klimavičius  | Arnoldas Valiauga    |
| 2011  | Paulius Šiškevičius  | Žilvinas Sapkauskas | Tautvydas Lenckus    |
| 2012  | Mantas Petrusevičius | Zygimantas Baikstys | Dominykas Bikinas    |
| 2013  | Martynas Stasikelis  | Matas Mickevičius   | Emilis Kareiva       |
| 2014  | Martynas Stasikelis  | Gerardas Seniunas   | Arunas Lendel        |
| 2015  | Artur Lajevskij      | Rojus Adomaitis     | Justas Beniušis      |
| 2016  | Arvydas Birenis      | Denas Masiulis      | Kasparas Punkrys     |
| 2017  | Kestutis Vaitaitis   | Denas Masiulis      | Romas Zubrickas      |
| 2018  | Erikas Šidlauskas    | Rokas Kmieliauskas  | Žygimantas Norutis   |
| 2019  | Aivaras Mikutis      | Žygimantas Norutis  | Gustas Raugala       |
| 2020  | Aivaras Mikutis      | Mantas Bitinas      | Žygimantas Norutis   |
| 2021  | Kristupas Mikutis    | Rokas Adomaitis     | Jomantas Venckus     |
| 2022  | Rokas Adomaitis      | Jomantas Venckus    | Aironas Gerdauskas   |
| 2023  | Dominykas Burka      | Kristupas Mikutis   | Aironas Gerdauskas   |
| 2024  | Arnas Bilertas       | Titas Laurinavičius | Dovydas Bružas       |
| 2025  | Kasparas Valinskas   | Arnas Bilertas      | Martynas Medelinskas |

Multi-titrés
- 2 : Paulius Šiškevičius, Martynas Stasikelis, Aivaras Mikutis